# Branco Weiss

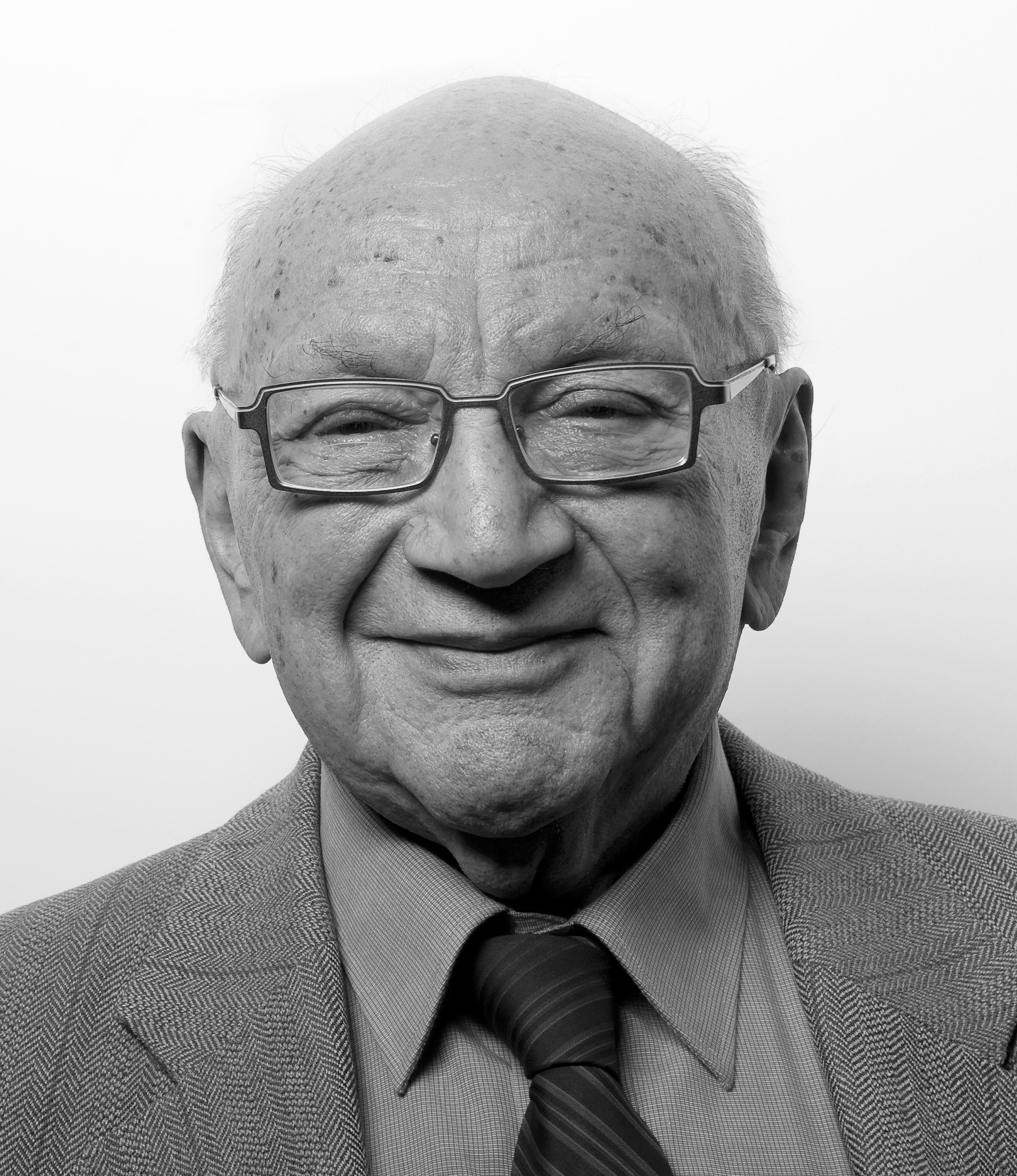
Branco Weiss, 2009

Branco Weiss (* 23. April 1929 in Zagreb, Königreich Jugoslawien; † 31. Oktober 2010 in Zollikon) war ein Schweizer Unternehmer und Mäzen.

## Leben
Weiss stammte aus einer jüdischen Familie aus dem Burgenland, die sich später in Kroatien niederliess. Sein Vater wurde von den Faschisten ermordet. Seine Mutter stammte aus Budapest. Mit ihr kam er als Kind nach Italien und später in die Schweiz. In Glarisegg legte er bereits 1944 die Matura ab. Damals lebte er als  Pflegeschüler bei einer Lehrerin für Deutsch und Französisch in Steckborn.
Er studierte ab 1947 mit einem Peter-Reinhart-Stipendium von jährlich 3600 Franken an der ETH Zürich und arbeitete nebenbei als Laborant in einer Kunstseidefabrik. Sein Studium schloss er 1951 als diplomierter Chemieingenieur ab. Danach verfasste er eine Dissertation über Kosten-Nutzen-Analysen auf dem Gebiet der Filtertechnik beim Professor für anorganische Chemie August Guyer. Ein erstes Praktikum machte er danach bei Sandoz in Basel.
Weiss baute mehrere Hochtechnologie-Unternehmen auf. Die von ihm 1959 gegründete Kontron wurde 1974 von Hoffmann-La Roche übernommen. Als Mäzen unterstützte Weiss mehrere Universitäten und viele Kulturprojekte.
Die Universität Basel verlieh ihm 2005 die Ehrendoktorwürde für sein aussergewöhnliches Engagement für die Einrichtung des Instituts für Jüdische Studien. Er erhielt drei weitere Doktortitel ehrenhalber, von der Universität Tel Aviv (1993), der EPFL in Lausanne (1998) und der ETH Zürich (1998). An der ETH Zürich hielt Weiss von 1985 bis 1994 Vorlesungen über „Einführungen in die Technologiestrategien“ sowie über „Planung, Gründung, Aufbau und Führung neuer Unternehmungen“. Die ETH vergibt seit 2003 das Branco Weiss Fellowship. In seinem Testament vermachte Weiss geschätzte 100 Millionen Franken dem Society in Science – The Branco Weiss Fellowship. Das ETH-Projekt Science City unterstützte er 2004 mit 23 Millionen Franken. Das Fellowship wurde 2017 umbenannt in The Branco Weiss Fellowship – Society in Science.
Weiss war Ehrenmitglied des Schweizerischen Ingenieur- und Architektenvereins sowie Vorstandsmitglied und Ehrenmitglied der Schweizerischen Akademie für Technische Wissenschaften.
Das Branco Weiss Institute zur Ausbildungsförderung in Israel trägt seinen Namen. Es betreibt zwölf Schulen im Land.

## Publikationen
- Branco Weiss u. a.: Der Strukturwandel der Schweizer Wirtschaft: Herausforderung oder Krise? [Referate gehalten anlässlich der Zürcher Konferenz vom 8. September 1988]. In: Swiss values. Nr. 11, Royal Trust Bank, Zürich 1988.
- Branco Weiss (Hrsg.): Praxis des Venture Capital. Verlag Moderne Industrie, Zürich 1991, ISBN 3-478-31610-3.
- Branco Weiss: Entrepreneurship. Ramot Publishing, Tel Aviv University, Tel Aviv 1994, ISBN 965-274-160-4.
- Jean-Claude Badoux, Dario R. Barberis, Branco Weiss: Sieben Jahre Fund SATW - Branco Weiss. Ein Austauschprogramm für junge Ingenieure/innen aus der Gemeinschaft der Unabhängigen Staaten, GUS und der Schweiz; 1992 - 1999 / Sem' let fonda ŠATN - Branko Vejss. SATW, Schweizerische Akademie der Technischen Wissenschaften, Zürich 1999, ISBN 3-908235-02-2 (deutsch und russisch).
- Bruno Fritsch, Branco Weiss: Die Podiumsdiskussion – Zukunftsgestaltung im Chaos emotionaler Intelligenzen. Eine Satire. Olzog, München 2000, ISBN 3-7892-8030-5.